# خضير المشعان
خضير المشعان الخضير المشعان (1927 - 2009)، رئيس نادي الكويت السابق، ومن مؤسسين نادي الكويت، وكان عضو في مجلس إدارة النادي في عام 1961، وقد ترأس نادي الكويت حتى 1972 وفي 1981، وقد تمت تسميته رئيسا فخريا لنادي الكويت لما قام به من جهود في خدمة نادي الكويت.

## حياته الرياضية
بدأ حياته الرياضية في دمشق عندما كان يدرس اللغة الإنجليزية في عام 1945 ومعه زميليه يعقوب صالح الحميضي وزاحم الزاحم، وكان لاعب كرة قدم في النادي الأهلي الكويتي في عام 1947، وعندما عاد إلى الكويت واصل دراسته، وفي سنة 1951 إنضم إلى نادي الأهلي، ولعب كرة السلة وكرة القدم.

## تأسيس نادي الكويت
في عام 1960 كان من ضمن وفد مكون من فهد عبد العزيز المرزوق وخالد الحمد وبدر مقهوي وحامد عبد السلام وشعيب عبد السلام قابل رئيس دائرة الشؤون الاجتماعية الشيخ صباح الأحمد الصباح، وكان هدفهم هو إعادة تأسيس الفرق الرياضية، وقد اشترط الشيخ صباح أن يتم تغيير أسماء الأندية، وتم تشكيل نادي الكويت ونادي القادسية ونادي العربي.
وفي عام 1960 تم تشكيل لجنة تأسيسية لنادي الكويت من فهد الصرعاوي وجاسم المرزوق وثنيان العلي وعيسى الشعيب وفهد الشايع وعبد العزيز المساعيد وحامد عبد السلام وعبد الله المطر وراشد الراشد وعلي النجدي وحسين مكي الجمعة، وفي أول اجتماع تم انتخاب حامد عبد السلام أمينا للسر وثنيان العلي أمينا للصندوق، وتسلمت اللجنة بيت من بيوت ذوي الدخل المحدود كمقر مؤقت للنادي، وتم تشكيل اللجنة الرياضية التي قامت بتشكيل الفرق الرياضية، وفي عام 1961 تم إجراء الانتخابات الأولى للنادي، وفاز في عضوية النادي.
وفي عام 1965 ترأس نادي الكويت كثالث رئيس في تاريخ النادي، وقد استمرت رئاسته للنادي حتى عام 1972، وقد ترأس نادي الكويت مرة أخرى في عام 1974 وحتى عام 1981.

## عضويته في الاتحادات واللجنة الأولمبية
في 11 نوفمبر 1961،انتخب أمينا لصندوق اتحاد كرة السلة الكويتي، في أبريل 1962 انتُخب عضوا في اللجنة الأولمبية الكويتية.

## وفاته
توفي في موناكو في فرنسا خلال وجوده في رحلة علاج.